# Liste des monuments historiques d'Arzfeld
La Liste des monuments historiques d'Arzfeld contient trois monuments historiques à Arzfeld, une municipalité allemande située dans le Land de Rhénanie-Palatinat et l'arrondissement d'Eifel-Bitburg-Prüm.

## Liste
| Monument                                                 | Adresse                         | Coordonnées                      | Notice | Protection | Date | Illustration                                             |
| -------------------------------------------------------- | ------------------------------- | -------------------------------- | ------ | ---------- | ---- | -------------------------------------------------------- |
| Chapelle, 1899                                           | Hauptstraße, Luxemburger Straße | 50° 05′ 22″ nord, 6° 16′ 34″ est |        |            |      | Chapelle, 1899                                           |
| Église catholique St. Maria Magdalena, 15e ou 16e siècle | Schulstraße 1                   | 50° 05′ 15″ nord, 6° 16′ 29″ est |        |            |      | Église catholique St. Maria Magdalena, 15e ou 16e siècle |
| Gare, 1907                                               | Zum Bahnhof 2                   | 50° 05′ 31″ nord, 6° 16′ 34″ est |        |            |      | Gare, 1907                                               |
| Croix de chemin, fin du 19e siècle                       |                                 | 50° 04′ 47″ nord, 6° 16′ 35″ est |        |            |      | Croix de chemin, fin du 19e siècle                       |
| Église catholique St. Lucia, 15e siècle                  | Hölzchen, numéro 4              | 50° 04′ 49″ nord, 6° 18′ 40″ est |        |            |      | Église catholique St. Lucia, 15e siècle                  |